# NGC 6373
NGC 6373 ist eine 13,6 mag helle Balkenspiralgalaxie vom Hubble-Typ SAB(s)c im Sternbild Drache am Nordsternhimmel. Sie ist schätzungsweise 157 Millionen Lichtjahre von der Milchstraße entfernt und hat einen Durchmesser von etwa 60.000 Lj.
Das Objekt wurde am 13. Juni 1885 von Lewis A. Swift entdeckt.